# MBC Kierspe

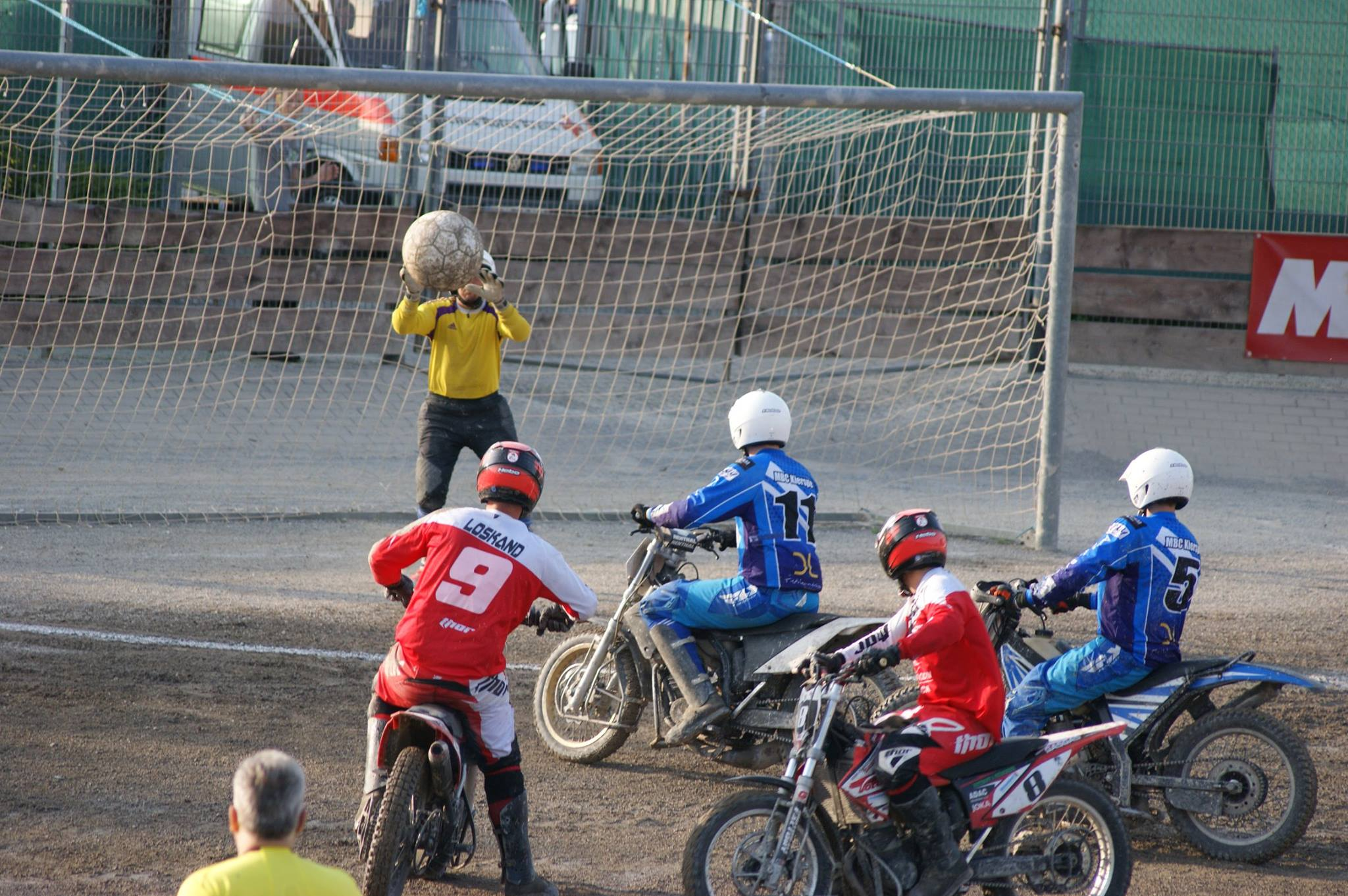
MBC Kierspe gegen MSF Tornado Kierspe in der Motoball-Saison 2017

Der Moto-Ball-Club Kierspe e. V. (MBC Kierspe) im ADAC ist ein Motorsportverein aus dem Sauerland mit Sitz in Kierspe, Märkischer Kreis in Nordrhein-Westfalen. Er ist auf Motoball spezialisiert und spielt seit 1972 in der Motoball-Bundesliga – Gruppe Nord.

## Geschichte
Der Verein wurde 1971 nach Unstimmigkeiten im Vorstand des MSF Tornado Kierspe von einem der damaligen Mitglieder zunächst als MBC Lüdenscheid gegründet. Der Name wurde gewählt um sich vom ebenfalls in Kierspe ansässigen MSF Tornado Kierspe abzugrenzen. 
Der Verein spielte 1972 ein erstes deutsches Motoballturnier in der Meisterschaftsrunde Nord-West und trug im selben Jahr das erste internationale Freundschaftsspiel in Frankreich gegen den U.S.C. Metro Paris aus. Im Jahr 1973 erreichte der MBC Lüdenscheid den vierten Platz und 1974 den dritten Platz in der Motoball Bundesliga Nord-West. Im selben Jahr trat der Verein dem ADAC bei und gründete 1975 seine erste Jugendmannschaft. Der MBC Lüdenscheid erreichte 1976 die Finalrunde beim Deutschen Motoball-Pokal und wurde Dritter in der Bundesliga Nord-West. Im Jahr 1981 empfing der Verein vor 1300 Zuschauern das damalige Motoball-Nationalteam der UdSSR. Im Jahr 1982 erhielt der MBC Lüdenscheid seinen heutigen Namen Moto-Ball-Club Kierspe. Das Junioren-Team des MBC Kierspe wurde 2001 Jugendmeister im Motoball. Seit 2014 besteht eine Altherren-Mannschaft und seit 2023 stellt der Verein Spieler für die Deutsche Junioren Motoball Nationalmannschaft.

## Spielstätte
Seine Turniere trug der damalige MBC Lüdenscheid ab 1972 zunächst auf dem Motoballplatz am Dürner Haus in Kierspe Burg aus. Ab 1978 erhielt der Verein die Genehmigung zur Nutzung des Platzes der MSF Kierspe. Beide Vereine verloren diese Spielstätte 1992 und nutzten übergangsweise den Sportplatz Haunerbusch, bis beide Vereine in Eigenleistung und mit finanzieller Unterstützung durch den ADAC das Kiersper Motodrom inklusive Vereinsheimen errichteten. Eingeweiht wurde die Sportstätte am 12. Oktober 1997. Das Spielfeld ist in Doppelfunktion ebenfalls ein Regenrückhaltebecken und bietet durch die Lage, etwa einen Meter unter den Zuschauerplätzen, einen guten Blick auf das Spielfeld.